# Ninja Arashi
Ninja Arashi is een computerspelserie van mobiele platformspellen met ARPG elementen, die draaien om een oudere ninja die een gekidnapte zoon moet redden van een demon door hindernissen te overwinnen en zijn handlangers te verslaan.

## Ninja Arashi
De demon Okochi ontsnapt na 10 jaar en neemt wraak op Arashi, een voormalige ninja, door zijn vrouw te vermoorden en zijn zoon te kidnappen. Arashi gaat op zoek naar zijn zoon.
Arashi moet drie zones met telkens vijftien levels overwinnen. Hij kan enkel of dubbel springen om over obstakels te geraken en kan zich aan muren vastklampen. De ninja glijdt langzaam van muren af terwijl hij zich eraan vastklampt en heeft ook een muursprong. Het spel heeft tal van valstrikken zoals klemmen, zuur, bliksems en bommen. Vijanden kunnen van verre afstand gedood worden door shuriken te gooien. Als Arashi een vijand genoeg dichtbij benaderd, kan hij een snelle voorwaartse zwaardaanval uitvoeren om vijanden in één keer te doden. Die zwaardaanval kan ook gebruikt worden om ver te springen. De ninja kan vijanden besluipen en zich onschendbaar maken tegen vijanden door zich te camoufleren in een boomstam.
Als RPG element heeft Arashi de mogelijkheid zijn capaciteiten te verbeteren met geld en diamanten die hij kan vinden in de levels. De ninja kan zo zijn aantal levens per level verhogen, krachtigere shuriken gooien en de tijdslimiet verlagen om een volgende voorwaartse zwaardaanval en boomstam-camouflage uit te voeren.
Ninja Arashi werd alom geprezen door de gespecialiseerde media en spelers. Google Play Store waren er 10+ miljoen downloads anno 2022.
Ninja Arashi is a mobile game. click on Ninja Arashi 2 For Download.

## Ninja Arashi 2
Na het verslaan van Okochi en het redden van zijn zoon werd Arashi ingevrozen door een andere demon Dosu. Na 15 jaar wordt hij bevrijd door Raven die in ruil vraagt zijn zoon te redden van Dosu.
Arashi moet deze keer vier zones met twintig levels overwinnen. De ninja heeft dezelfde capaciteiten als in de eerste editie, plus nu de mogelijkheid om vijanden met een gewone zwaardaanval van dichtbij te doden. Er zijn enkele oude valstrikken verdwenen en nieuwe toegevoegd. De ninja komt heel wat nieuwe soorten handlangers tegen. Op het einde van elke zone moet hij een demon verslaan.
De RPG elementen zijn uitgebreid en sommigen zijn enkel te vinden op de levels in geheime kamers.
Het vervolg werd wederom geprezen door de gespecialiseerde media en spelers. Ninja Arashi 2 werd wel als moeilijker beschouwd dan zijn voorganger. Op Google Play Store waren er 10+ miljoen downloads anno 2022.

## Spellen
De volgende spellen zijn in de Ninja Arashi-serie uitgebracht:
| Uitgebracht | Titel          | Ontwikkelaar         | Platforms             |
| ----------- | -------------- | -------------------- | --------------------- |
| 2017        | Ninja Arashi   | Black Panther Studio | Android, Ipad, Iphone |
| 2020        | Ninja Arashi 2 | Black Panther Studio | Android, Ipad, Iphone |